# Slussbrogatan
Slussbrogatan är en kort gata på norra Södermalm i Stockholm. Gatan går mellan Hornsgatans slut och Slussbrons början och ersatte vid Slussens ombyggnad 2022 den centrala klöverlösningen i trafikplatsen från 1935. Norr om gatan ligger Södermalmstorg och Mälarterrassen och söder om gatan ligger gaveln av Södra stadshuset (Stadsmuseet), Ryssgården och anslutningen till Katarinavägen. 